# Michael Akominatos
Michael Akominatos (grekiska: Μιχαήλ Χωνιάτης eller Ἀκομινάτος), född cirka 1140 på Chonae (antikens Kolossai), död 1220 i Thermopyle, var en bysantinsk författare och präst.

## Biografi
Vid tidig ålder studerade Akominatos i Konstantinopel och var elev till Eustathios av Thessalonike. Omkring 1175 utsågs han till ärkebiskop av Aten, ett ämbete han innehade fram till 1204. Detta år försvarade han det atenska Akropolis från angrepp av Leo Sgouros, och höll ut fram till ankomsten av korsfararna år 1205, till vilka han överlämnade staden. Efter etableringen av latinskt styre flyttade han till ön Ceos. Omkring 1217 återvände han till klostret Vodonitsa nära Thermopyle där han senare dog.
Även om han är känd för klassiska forskare som den sista innehavaren av kompletta versioner av Callimachus Hecale och Aitia, var han också en mångsidig författare, och skrev predikningar, tal och dikter, vilka tillsammans med hans korrespondens, kastar betydande ljus över det eländiga tillstånd som rådde i Attika och Aten på den tiden. Hans påminnelse till Alexios III Angelos om missbruk inom den bysantinska förvaltningen, poetisk klagan över degenereringen av Aten och monodier över sin bror Nicetas och Eustathius, ärkebiskop i Thessaloniki, förtjänar ett särskilt omnämnande.
Man tror att hans dotter Constantina undervisade John av Basingstoke, ärkediakon av Leicester och känd för kunskap och förespråkande av det grekiska språket, i grekiska och vetenskap. Akominatos elev Giorgios Bardanes, som hade följt honom under hans exil på Ceos, blev en framstående biskop under de följande åren.